# 岩田弍夫
岩田 弍夫（いわた かずお、1910年2月18日 - 1992年10月22日）は、日本の経営者。東芝社長、会長を務めた。

## 経歴・人物
愛知県知多郡西浦町(現在の常滑市)出身。1934年に東京帝国大学法学部を卒業し、同年に東京芝浦電気(現在の東芝)に入社した。1964年5月に取締役に就任し、1966年3月に専務、1968年5月に副社長を経て、1976年6月に社長に就任した。1980年6月から1984年6月までに会長を務め、1984年6月から相談役を務めた。1988年4月から1992年6月までに日本たばこ産業会長も務めた。
日本電子工業振興協会会長、政府税制調査会委員なども歴任した。
1980年11月に勲二等旭日重光章を受章し、1985年にハンガリーのオーダー・オブ・スター・ウイズ・ゴールデン・リーフを授賞し、1987年に常滑市名誉市民に選ばれ、1989年11月に勲一等瑞宝章を受章した。
1992年10月22日心不全のために死去。82歳没。